# Libro de rutas y reinos (al-Bakri)
El Libro de rutas y reinos (en árabe: كتاب المسالك والممالك‎, Kitāb al-Masālik wa'l-Mamālik) es el nombre de un libro escrito por Abu Abdullah al-Bakri en los años 1067-1068 en Córdoba, al-Ándalus. 
Al-Bakri basó su trabajo en relatos de comerciantes en general y sobre todo en los escritos de Muhammad ibn Yusuf al-Warraq e Ibrahim ibn Ya'qub. A pesar de que al-Bakri nunca abandonó al-Ándalus, se considera que sus escritos informan objetivamente sobre los relatos de otros viajeros de historiadores contemporáneos, y gran parte de lo que escribió se fundamenta en otras fuentes.
Describe una amplia gama de regiones, desde el océano Atlántico, pasando por el centro de Europa, el Sahara y África occidental, dando descripciones de la geografía, la gente, la cultura y la situación política de cada región. Proporciona información valiosa sobre el centro de Europa, el imperio Kanem-Bornu y el comercio transahariano.
El Libro de rutas y reinos en la actualidad existe sólo en forma fragmentaria.